# Cyphosticha pandoxa
Cyphosticha pandoxa là một loài bướm đêm thuộc họ Gracillariidae. Nó được tìm thấy ở Queensland.